# Spergularia andina
Spergularia andina är en nejlikväxtart som beskrevs av Paul Rohrbach. 
Spergularia andina ingår i släktet rödnarvar och familjen nejlikväxter. Inga underarter finns listade i Catalogue of Life.